# George Hay (14e comte de Kinnoull)
George Harley Hay, 14e comte de Kinnoull (30 mars 1902 - 19 mars 1938), titré vicomte Dupplin de 1903 à 1916, est un pair écossais. Ses titres sont comte de Kinnoull, vicomte Dupplin et Lord Hay de Kinfauns dans la pairie d'Écosse et baron Hay de Pedwardine dans la pairie de Grande-Bretagne.

## Biographie
Il est le fils d'Edmund Alfred Rollo George, vicomte Dupplin (12 novembre 1879 - 30 mai 1903) et de Gladys Luz Bacon, petite-fille du major-général Anthony Bacon et de Lady Charlotte Harley. Son père est mort en 1903 de la scarlatine. Il avait rendu visite à Edward Hamilton d'Iping lorsqu'il est tombé malade.
Hay fait ses études au Collège d'Eton et accède au comté en 1916 à la mort de son grand-père, Archibald Hay (13e comte de Kinnoull).
Il entre à la Chambre des lords en tant que conservateur, mais en 1930, il rejoint le Parti travailliste. Malgré son statut de pair héréditaire, il manque rarement un débat. En juin 1933, il a un taux d'assiduité de 97 %.
Le comte travaille comme agent de change et pour une compagnie d'assurance pendant un certain temps. Il dépose son bilan en 1926, ce qui attire l'attention de la presse.
Il se marie deux fois; la première, en 1923, à Emilie Claude Marguerite Hamilton-Fellowes, petite-fille de Frederick Wills, 1er baronnet. Ils ont un fils, né en novembre 1924 et décédé en mars suivant. Ils divorcent en 1927.
Il se remarie à Mary Ethel Isobel, fille de Ferdinand R. Meyrick et propriétaire de boîte de nuit célèbre Kate Meyrick et a quatre enfants:
1. Venetia Constance Katherine Luz (née en 1929), épouse Joseph Trevor Davies[3]
2. Hay (décédé enfant en mai 1931)
3. June Ann (1932-2002), épouse Cranley Onslow[4]
4. Arthur Hay (1935–2013)

Il est décédé dans une maison de repos à Londres, d'une longue maladie non précisée (plus tard signalée comme un cancer du pancréas), à l'âge de 35 ans. Le comte passe à son seul fils vivant, Arthur.